# Eugène Allonsius
Eugène Allonsius (Westdorpe, 12 december 1937) is een voormalige Belgische atleet, die was gespecialiseerd in de middellange en de lange afstand. Hij nam tweemaal deel aan de Olympische Spelen en veroverde op drie verschillende onderdelen Belgische titels.

## Biografie
Allonsius, nu woonachtig in Halle, werd in 1958 voor het eerst Belgisch kampioen op de 5000 m. Hij nam voor het eerst deel aan de Spelen van 1960 in Rome, waar hij uitkwam op de 5000 m, waarin hij uitgeschakeld werd in de reeksen. Op de Olympische Spelen van 1964 in Tokio kwam hij uit op de 1500 en 5000 m. Op de 5000 m kon hij zich niet plaatsen voor de finale, op de 1500 m haalde hij de halve finale, waarin hij een zesde plaats haalde in een tijd van 3.41,9. Voor deze prestatie kreeg hij in 1964 de Gouden Spike. Ook nam hij driemaal deel aan de Europese kampioenschappen atletiek.
Beroepsmatig was Allonsius rijkswachter en werd vijfmaal wereldkampioen bij de militairen. In 1966 opende hij in Halle een sportwinkel, Allonsius Sport.

### Clubs
Allonsius was aangesloten bij AS Rieme en vanaf 1962 bij RSC Anderlecht. Na zijn loopbaan werd hij trainer en nadien zelfs voorzitter van Olympic Essenbeek Halle.

## Belgische kampioenschappen
| Onderdeel | Jaar                                                 |
| --------- | ---------------------------------------------------- |
| 1500 m    | 1964, 1965                                           |
| 5000 m    | 1958, 1959, 1960, 1961, 1962, 1963, 1964, 1965, 1966 |
| 10.000 m  | 1968                                                 |

## Persoonlijke records
| Onderdeel | Prestatie             | Datum        | Plaats     |
| --------- | --------------------- | ------------ | ---------- |
| 1500 m    | 3.41,3                | 29 juni 1965 | Zürich     |
| 2000 m    | 5.05,6 (ex-nat. rec.) | 12 juni 1965 | Sochaux    |
| 3000 m    | 7.54,8                | 1 juni 1966  | Saint-Maur |
| 5000 m    | 13.51,8               | 1 juli 1964  | Oslo       |

## Palmares

### 1500 m
- 1964:  BK AC - 3.53,8
- 1964: 6e ½ fin. OS in Tokio – 3.41,9
- 1965:  BK AC - 3.44,5
- 1966: 9e EK in Boedapest – 3.46,2

### 5000 m
- 1958:  BK AC - 14.31,8
- 1958: 11e reeks EK in Stockholm – 14.24,2
- 1959:  BK AC - 14.33,0
- 1960:  BK AC - 14.27,6
- 1960: 6e in reeks OS in Rome – 14.36,8
- 1961:  BK AC - 14.17,8
- 1962:  BK AC - 14.17,8
- 1962: 8e in reeks EK in Belgrado 14.44,4
- 1963:  BK AC - 14.23,8
- 1964:  BK AC - 14.57,0
- 1964: 6e in reeks OS in Tokio – 13.55,0
- 1965:  BK AC - 14.06,8
- 1966:  BK AC - 14.12,4
- 1966: 15e EK in Boedapest - 14.19,4

### 10.000 m
- 1968:  BK AC - 29.56,4

## Onderscheidingen
- Gouden Spike - 1964